# Ellen Norten
Ellen Norten (* 30. Mai 1957 in Gelsenkirchen) ist eine deutsche Journalistin, Autorin und Herausgeberin.

## Leben
Ellen Norten erlernte zunächst den Beruf der pharmazeutisch-technischen Assistentin. Nach dem Abitur auf dem Köln-Kolleg studierte sie Biologie an der Friedrich-Wilhelms-Universität Bonn und schloss das Studium mit einer Doktorarbeit über Parasiten in Insekten ab.
Nach dem Studium fand sie ein Betätigungsfeld im Wissenschaftsjournalismus, zunächst bei der Sendung Forschung aktuell des Deutschlandfunks, später auch bei anderen öffentlich-rechtlichen Radio- und Fernsehsendern, wo sie über aktuelle Fortschritte in der Forschung berichtete. Ab Mitte der 90er-Jahre arbeitete sie schwerpunktmäßig für den WDR, sowohl für die Sendung Globus als auch für die Hobbythek, bei letzterer auch als Co-Moderatorin vor der Kamera. In dieser Zeit entstand ein Dutzend Sachbücher und Ratgeber.
Von 2001 bis 2010 war Ellen Norten in Festanstellung als Redakteurin beim Bayerischen Rundfunk in München tätig. Hier zeichnete sie für die Sendungen IQ – Wissenschaft und Forschung auf Bayern2 und für B5 aus Wissenschaft und Technik verantwortlich, zudem interviewte sie Wissenschaftler in der Fernsehsendung alpha-Forum im Kanal BR-alpha (heute ARD-alpha).
Im Jahr 2010 hängte sie den Brotberuf an den Nagel und begann, mit ihrem jetzigen Mann im Wohnmobil durch die Welt zu reisen. Ertrag dieser Reisen war das 2015 unter dem Pseudonym Conni Mainzelmann erschienene Reisebuch Wie ich die Welt sehe. Nebenher schreibt Ellen Norten Kurzgeschichten, die in diversen Magazinen und Anthologien veröffentlicht worden sind, und ist selbst Herausgeberin von Anthologien. Außerdem verfasst sie Rezensionen, insbesondere für Kultura-extra, beteiligt sich an Poetry-Slams und errang auf dem Berliner Science-Slam im Oktober 2017 den ersten Platz.
Ellen Norten war bis zu seinem Tod 2003 mit dem Schriftsteller und Kleinverleger Hubert Katzmarz verheiratet, dessen schriftstellerische Tätigkeit und Verlagsarbeit sie begleitete. Als Witwe von Hubert Katzmarz betreut sie dessen literarischen Nachlass, so gab sie 2013 das Gesamtwerk ihres verstorbenen Mannes heraus. 2018 erschien zudem Daedalos 1994–2002. Eine literarische Reise durch den „Story Reader für Phantastik“, den sie gemeinsam mit Michael Siefener veröffentlichte.

## Publikationen

### Sachbücher
- „Wunderbaum Niem – Medizin, Kosmetik, Pflanzenschutz aus der Natur“, hrsg. von Jean Pütz, VGS-Verlag Köln 1996, ISBN 978-3-802513220.
- „Gentechnik im Alltag“, mit Angela Lindner, VGS-Verlag Köln 1997, ISBN 978-3-802513503.
- „Neem India’s Miraculous Healing Plant“, Ellen Norten, Inner Traditions Verlag 2000, Vermont/USA, lizenzierte Übersetzung von „Wunderbaum Niem“, ISBN 978-0-892818372.

### Ratgeber
- „Garten und Balkon“, Jean Pütz, Ellen Norten, Vladimir Rydl, VGS-Verlag Köln 1995, ISBN 978-3-802562006.
- „Darm und Po“, Jean Pütz, Christine Niklas, Ellen Norten, VGS-Verlag Köln 1996, ISBN 978-3-802562013.
- „Das Hobbythek-Katzenbuch“, Ellen Norten, Jean Pütz, VGS-Verlag Köln 1997, ISBN 978-3802562075.
- „Essig und Öl“, Jean Pütz, Ellen Norten, Cordula Werner, VGS-Verlag Köln 1997, ISBN 978-3-802562099.
- „Joghurt, Quark und Käse“, Jean Pütz, Ellen Norten, VGS-Verlag Köln 1998, ISBN 978-3-802562136.
- „Rund ums Haar“, Jean Pütz, Ellen Norten, Monika Pohl, VGS-Verlag Köln 1999, ISBN 978-3-802562167.
- „Mit der Hobbythek gesund durchs Jahr. Jubiläumsband“, Jean Pütz, Ellen Norten, VGS-Verlag Köln 1999, ISBN 978-3-802562181.
- „Gesundes Wohnen“, Jean Pütz, Sabine Fricke, Ellen Norten, Vladimir Rydl, VGS-Verlag Köln 2000, ISBN 978-3-802562204.
- „Mund, Nase, Ohren“, Jean Pütz, Ellen Norten, VGS-Verlag Köln 2001, ISBN 978-3-802562235.
- „Liebeslust und Liebesleid“, Jean Pütz, Sabine Fricke, Ellen Norten, VGS-Verlag Köln 2002, ISBN 978-3-802562273.

### Herausgeberschaft
- Ellen Norten (Hrsg.): „Schattenspiel – des Hubert Katzmarz’ gesammelter Werke erster Teil“, AndroSF 23, Verlag p.machinery, Murnau 2013, ISBN 978-3-942533-42-3.
- Ellen Norten (Hrsg.): „Alptraumhaft – des Hubert Katzmarz’ gesammelter Werke zweiter Teil“, AndroSF 24, Verlag p.machinery, Murnau 2013, ISBN 978-3-942533-43-0.
- Ellen Norten (Hrsg.): „Das Alien tanzt Kasatschok. SF und Fantastik aus einem heiteren Universum“, AndroSF 61, Verlag p.machinery, Murnau 2017, ISBN 978-3-95765-083-2.
- Ellen Norten (Hrsg.): „Das Alien tanzt Polka. Neue SF und Fantastik aus einem heiteren Universum“, AndroSF 95, Verlag p.machinery, Murnau 2018, ISBN 978-3-95765-141-9.
- Ellen Norten, Michael Siefener (Hrsg.): Daedalos 1994–2002. Eine literarische Reise durch den „Story Reader für Phantastik“, Verlag p.machinery, Winnert 2018, ISBN 978-3-95765-148-8.
- Ellen Norten (Hrsg.): „Das Alien tanzt Walzer. Schwungvolle SF und Fantastik aus einem heiteren Universum“, AndroSF 119, Verlag p.machinery, Winnert 2020, ISBN 978-3-95765-141-9.

### Reisebuch
- Conni Mainzelmann: Wie ich die Welt sehe. Ein ungewöhnliches Reisebuch, Verlag p.machinery, Murnau 2015, Softcover ISBN 978-3-942533-84-3, Hardcover ISBN 978-3-942533-85-0, Softcover in s/w ISBN 978-3-942533-86-7

### Beiträge in Anthologien
- „Der lange Marsch der Wolkenkratzer“, in: Andromeda Nachrichten Nr. 235, SFCD, Dillingen (Saar) 2011, ISSN 0934-3318 (auch in: Zwielicht Classic 12, Hrsg. Michael Schmidt, vss-Verlag 2017, ISBN 978-1790374502).
- „Der Tag an dem die Welt verduftete“, in: „Abschied von Bleiwenheim“, Hrsg. Andreas Fieberg, AndroSF 36, Verlag p.machinery, Murnau 2013, ISBN 978-3-942533-73-7.
- „Der Geist unter der Zipfelmütze“, in: Andromeda Nachrichten Nr. 247, SFCD, Dillingen (Saar) 2014, ISSN 0934-3318.
- „Leberwurstbrötchen“, in: „Ab 18!“, Hrsg. Michael Schmidt, Saphir im Stahl, Verlag Erik Schreiber, Bickenbach 2015, ISBN 978-3-94394-853-0.
- „Der Knochen“, in: Zwielicht Nr. 7, Hrsg. Michael Schmidt, Saphir im Stahl, Verlag Erik Schreiber, Bickenbach 2015, ISBN 978-3-943948486.
- „Paco“, in: Zwielicht Nr. 8, Hrsg. Michael Schmidt, Saphir im Stahl, Verlag Erik Schreiber, Bickenbach 2016, ISBN 978-3-943948639.
- „Das Puppenhaus“, in: „Hauptsache gesund“, Hrsg. Ralf Boldt, AndroSF 57, Verlag p.machinery, Murnau 2016, ISBN 978-3-95765-057-3.
- „Horrorthek“, in: Zwielicht Nr. 9, Hrsg. Achim Hildebrand, Michael Schmidt, vss-Verlag 2016, ISBN 978-3-961270170.
- „Sum, Sum, Sum“, in: „Das Alien tanzt Kasatschok. SF und Fantastik aus einem heiteren Universum“, AndroSF 61, Verlag p.machinery, Murnau 2017, ISBN 978-3957650832.
- „Der Sieg der Couch-Potatoes“, in: „Der letzte Turm vor dem Niemandsland“ (Fantasy Guide Vol. 3, hrsg. von Michael Schmidt), Verlag p.machinery, Murnau 2017, ISBN 978-3-957651044.
- „Der magische Schleier“, in: GEGEN UNENDLICH. Phantastische Geschichten Nr. 13, Hrsg. Michael J. Awe, Andreas Fieberg, Joachim Pack, AndroSF 93, Verlag p.machinery, Murnau 2018, ISBN 978-3-95765-124-2.
- „Der Kran“, in: „Inspiration – Die digitalen Welten des Andreas Schwietzke“, Hrsg. Marianne Labisch, Außer der Reihe 25, Verlag p.machinery, Murnau 2018, ISBN 978-3-957651372.
- „Abenteuer im Supermarkt“, in: „Das Alien tanzt Polka. Neue SF und Fantastik aus einem heiteren Universum“, AndroSF 95, Verlag p.machinery, Murnau 2018, ISBN 978-3-957651419.
- „Der singende Schleier“ in: Zwielicht Nr. 12, Hrsg. Achim Hildebrand, Michael Schmidt, 2018, ISBN 978-1790374502.
- „Ton in Ton“, in: „Diagnose F“, Hrsg. Michael Tinnefeld und Uli Bendick, AndroSF 138, Verlag p.machinery, Winnert 2021, ISBN 978-3-95765-230-0.
- „Der Clown“, in: GEGEN UNENDLICH. Phantastische Geschichten Nr. 16, Hrsg. Michael J. Awe und Andreas Fieberg, AndroSF 135, Verlag p.machinery, Winnert 2021, ISBN 978-3-95765-234-8.

### Phantastische Miniaturen
- „Die Geburt des Parasiten“, in: Phantastische Miniaturen Band 28, hrsg. von Thomas Le Blanc, Phantastische Bibliothek Wetzlar 2018
- „Azathoths Ball“, in: Phantastische Miniaturen Band 30, hrsg. von Thomas Le Blanc, Phantastische Bibliothek Wetzlar 2018
- „Die Uhr schlägt eins“, in: Phantastische Miniaturen Band 30, hrsg. von Thomas Le Blanc, Phantastische Bibliothek Wetzlar 2018
- „Draculas Geisterbahn“, in: Phantastische Miniaturen Band 31, hrsg. von Thomas Le Blanc, Phantastische Bibliothek Wetzlar 2018
- „Der Kartoffelkönig“, in: Phantastische Miniaturen Band 33, hrsg. von Thomas Le Blanc, Phantastische Bibliothek Wetzlar 2018
- „Letzte Lösung Tiefgarage“, in: Phantastische Miniaturen Band 34, hrsg. von Thomas Le Blanc, Phantastische Bibliothek Wetzlar 2019
- „Gute Reise“, in: Phantastische Miniaturen Band 37, hrsg. von Thomas Le Blanc, Phantastische Bibliothek Wetzlar 2019
- „Und Engel gibt es doch“, in: Phantastische Miniaturen Band 39, hrsg. von Thomas Le Blanc, Phantastische Bibliothek Wetzlar 2019

## Interviews
- Ralf Steinberg interviewt Ellen Norten, Fantasy Guide, 11. Mai 2013
- Zu Besuch bei Ellen Norten, Skoutz
- Ellen Norten im Gespräch mit Michael Schmidt, defms.blogspot.com, 8. Juni 2017 (Abdruck auch in Andromeda-Nachrichten Nr. 258, S. 35, ISSN 0934-3318)